# 芭芭拉·赫普沃斯
约瑟琳·芭芭拉·赫普沃斯女爵士，DBE（Dame Jocelyn Barbara Hepworth，1903年1月10日—1975年5月20日），英国现代主义艺术家和雕塑家。赫普沃斯与本·尼科尔森、瑙姆·加博一道，是第二次世界大战期间英国圣艾夫斯艺术家群体中的领军人物。
赫普沃斯1903年出生于约克郡西部的韦克菲尔德，是家中长女。1920年，赫普沃斯进入利兹艺术学院学习，在那里认识了同为现代主义雕塑家的亨利·摩尔，他们建立起深厚的友谊，并在后来保持了多年的友好竞争关系。1921年，赫普沃斯进入伦敦的皇家艺术学院深造，1924年取得文凭。1939年第二次世界大战开始后，赫普沃斯搬至英格兰西南部的康沃尔郡居住，1949年迁至圣艾夫斯的特雷温工作室（Trewyn studios）。1975年5月20日，特雷温工作室发生火灾，赫普沃斯在火灾中罹难，享年72岁。其后，特雷温工作室以及她的住宅被建为芭芭拉·赫普沃斯博物馆，1980年起由泰特美术馆所有。
赫普沃斯其中一件最具声望的作品是《单一形式》，这是一件青铜雕塑，为纪念她的朋友兼收藏者、联合国前秘书长达格·哈马舍尔德而作，1964年竖立在美国纽约联合国总部大楼前。
1958年，赫普沃斯获颁大英帝国司令勋章（CBE），1965年荣膺爵级司令勋章（DBE），1973年被选为美国艺术暨文学学会荣誉会员。